# جون ميلر (لاعب كريكت)
جون ميلر (بالإنجليزية: John Miller)‏ (1770 في فرنسا - 2 أغسطس 1825) هو لاعب كريكت بريطاني (وحمل سابقاً جنسية المملكة المتحدة لبريطانيا العظمى وأيرلندا ومملكة بريطانيا العظمى). لعب مع نادي مارليبون للكريكت ‏.